# Rhigmos
 (avril 2025).
Dans la mythologie grecque, Rhigmos (en grec ancien Ῥίγμος / Rhígmos) est un guerrier thrace de la guerre de Troie, fils de Péiroos.

## Mythe
Dans l'Iliade d'Homère, Rhigmos est un jeune chef militaire de la Thrace, fils de Péiroos. Tous deux participent à la guerre de Troie comme défenseurs de la ville du roi Priam et y trouvent la mort dans différentes circonstances. Quand Rhigmos meurt, son père a déjà été tué au combat, comme raconté dans le livre 5.
Le meurtre de Rhigmos est décrit dans le livre 20. Le jeune Thrace, célèbre pour sa grande beauté, est attaqué par Achille alors qu'il est sur le char de combat avec son aurige. Le texte suggère qu'il ne s'enfuit pas, probablement déterminé à s'engager dans un affrontement, mais en tout cas le héros grec est plus rapide et frappe la poitrine de Rhigmos avec un javelot. Le Thrace tombe du char, sans vie. L'aurige fouette alors les chevaux pour s'échapper, mais lui aussi est tué par un javelot d'Achille et jeté au sol.

## Postérité
(5907) Rhigmos, astéroïde troyen de Jupiter découvert le 2 octobre 1989 à l'observatoire Palomar par Schelte J. Bus, est nommé d'après Rhigmos.